# Údolí Tyrannosaura Rexe
Údolí Tyrannosaura Rexe (správně "tyranosaura rexe nebo druhu Tyrannosaurus rex"; anglicky Valley of T-Rex) je zhruba hodinový dokumentární film z produkce Discovery. Dokument prezentuje známý americký paleontolog Jack Horner a vypráví Stephen Kemble. Horner se zde snaží ukázat, že Tyrannosaurus rex nebyl aktivní predátor, ale spíše mrchožrout. Tato myšlenka však dnes není obecně uznávána. Film byl natočen v roce 2001. Navíc byl rozdělen i na kapitoly. Též vyšel na DVD v roce 2011 a byl vydán společností InterSonic.